# Вадина
Вадина (хорв. Vadina) — населений пункт у Хорватії, у Загребській жупанії у складі громади Лука.

## Населення
Населення за даними перепису 2011 року становило 185 осіб.
Динаміка чисельності населення поселення:

## Клімат
Середня річна температура становить 10,08 °C, середня максимальна – 24,20 °C, а середня мінімальна – -6,41 °C. Середня річна кількість опадів – 987 мм.
| Клімат поселення                              | Клімат поселення | Клімат поселення | Клімат поселення | Клімат поселення | Клімат поселення | Клімат поселення | Клімат поселення | Клімат поселення | Клімат поселення | Клімат поселення | Клімат поселення | Клімат поселення | Клімат поселення |
| Показник                                      | Січ.             | Лют.             | Бер.             | Квіт.            | Трав.            | Черв.            | Лип.             | Серп.            | Вер.             | Жовт.            | Лист.            | Груд.            |                  |
| Середній максимум, °C                         | 5,70             | 7,78             | 12,05            | 16,45            | 21,15            | 24,20            | 23,54            | 22,98            | 19,06            | 13,94            | 8,19             | 4,28             |                  |
| Середня температура, °C                       | −0,34            | 1,72             | 5,99             | 10,38            | 15,09            | 18,13            | 19,87            | 19,30            | 15,40            | 10,28            | 4,51             | 0,61             |                  |
| Середній мінімум, °C                          | −6,41            | −4,34            | −0,08            | 4,33             | 9,02             | 12,09            | 16,20            | 15,63            | 11,72            | 6,59             | 0,84             | −3,06            |                  |
| Норма опадів, мм                              | 50               | 51               | 67               | 70               | 84               | 113              | 93               | 95               | 100              | 96               | 97               | 71               |                  |
| Середньомісячна швидкість вітру, м/с          | 1.62             | 1.80             | 2.20             | 2.17             | 2.00             | 1.81             | 1.80             | 1.60             | 1.60             | 1.60             | 1.70             | 1.70             |                  |
| Середньомісячна сонячна радіація, кДж/м²·день | 4084             | 6816             | 10448            | 14838            | 18941            | 20745            | 21511            | 18762            | 13783            | 8602             | 4496             | 3244             |                  |
| --------------------------------------------- | ---------------- | ---------------- | ---------------- | ---------------- | ---------------- | ---------------- | ---------------- | ---------------- | ---------------- | ---------------- | ---------------- | ---------------- | ---------------- |
| Джерело:                                      |                  |                  |                  |                  |                  |                  |                  |                  |                  |                  |                  |                  |                  |